# Mini hidroelektrana Krčić
Mini hidroelektrana Krčić ili mHE Krčić je mala hidroelektrana na rijeci Krki, u blizini Knina i puštena je u pogon 1988. mHE Krčić ima jednu Francisovu turbinu snage 0,375 MW. Maksimalna godišnja proizvodnja električne energije je 1 GWh (2010.), dok je prosječna proizvodnja 0,9 GWh. Slap Krčić je 22 metara visok vodopad na sjeveru Kninskog polja kojim se rijeka Krčić obrušava u Krku. Krčić je desetak kilometara dugačka rječica koja završava svoj vodeni tok ulaskom u Kninsko polje.

## Slike
- Ulaz u podzemnu strojarnicu mHE Krčić.
- Francisova turbina snage 0,375 MW u mHE Krčić.